# Riluzol
Riluzol es un fármaco empleado en el tratamiento de la esclerosis lateral amiotrófica. Atrasa la necesidad de la traqueotomía o la dependencia de ventilación-asistida en pacientes seleccionados y puede incrementar la sobrevivencia por unos 3 a 5 meses. Es comercializado por la firma Sanofi-Aventis.
Riluzol bloquea preferencialmente los canales de sodio sensibles a tetradotoxina, que se asocian con neuronas dañadas. Esto reduce el influjo de los iones de calcio e indirectamente previene la estimulación de los receptores de glutamato. Junto con el bloqueo directo del receptor de glutamato, el efecto del neurotransmisor glutamato sobre neuronas motoras está muy reducido.
Sin embargo, la acción del riluzol en el receptor glutamato ha sido controvertida, dado que no se ha demostrado alguna molécula ligante sobre receptor conocido. Por otra parte, su acción antiglutamato es aún detectable en presencia de bloqueadores de canal de sodio, siendo también incierto si actúa o no por esta vía. Además, su capacidad para estimular la recaptación astrocítica del glutamato aumentando sendos transportadores gliales: GLT-1 y GLAST, parece mediar en muchos de sus efectos.

## Estudios de eficacia
Una revisión de la Cochrane Library estableció en un 9% ganancia en la probabilidad de supervivencia un año. En un análisis secundario de supervivencia en tres puntos aislados, hubo una ventaja de supervivencia importante con riluzol 100 mg a 6, 9, 12 y 15 meses, pero no a 3 o 18 meses.
Había un efecto beneficioso lateral en las funciones bulbar y límbica, pero no en la fuerza muscular. No hay antecedentes para la calidad de vida, pero los pacientes tratados con la droga riluzole permanecen en un menos afectado o estado de salud moderado mejor que tratados con placebo.

## Uso clínico
Aunque el riluzol ha probado retrasar la evolución de la ALS, muchos pacientes refieren no experimentar mejoría apreciable. Aproximadamente el 10% de los pacientes presentan efectos adversos, incluyendo náusea y fatiga que en algunas ocasiones obliga a interrumpir el tratamiento. El monitoreo de seguridad incluye mediciones de función hepática regular y las personas con enfermedad hepática como hepatitis deben seguirse cuidadosamente.
En el Reino Unido el riluzole ha estado disponible en el NHS desde 1997 a dosis establecida de 50 mg cada 12 h. Existen indicios de que dosis más altas puedan brindar resultados mejores en algunos pacientes de ALS. Un estudio en Los Países Bajos encontró diferencias en la metabolización de varones y mujeres y sus niveles en plasma disminuían en pacientes fumadores.
Cierto número estudios de casos también indica que el medicamento podría tener uso clínico en trastornos conductuales y ansiosos. También se han detectado posibles aplicaciones para el tratamiento de la depresión refractoria, del trastorno obsesivo-compulsivo y del Trastorno de ansiedad generalizada (TAG).

## Efectos adversos
Efectos adversos
- Muy común (>10% de frecuencia): náuseas ; debilidad ; disminución de la función pulmonar
- Frecuentes (1–10% de frecuencia): dolor de cabeza; mareo; somnolencia; vómitos; dolor abdominal; aumento de aminotransferasas
- Poco común (0,1-1% de frecuencia): pancreatitis ; enfermedad pulmonar intersticial
- Raros (frecuencia <0,1%): neutropenia ; reacción alérgica (incluyendo angioedema , reacción anafilactoide)